# NGC 4712
NGC 4712 est une galaxie spirale  située dans la constellation de la Chevelure de Bérénice. Sa vitesse par rapport au fond diffus cosmologique est de 4 664 ± 20 km/s, ce qui correspond à une distance de Hubble de 68,8 ± 4,8 Mpc (∼224 millions d'al). NGC 4712 a été découverte par l'astronome germano-britannique John Herschel en 1832.
La classe de luminosité de NGC 4712 est II-III et elle présente une large raie HI. Elle renferme également des régions d'hydrogène ionisé.
À ce jour, une dizaine de mesures non basées sur le décalage vers le rouge (redshift) donnent une distance de 63,640 ± 16,932 Mpc (∼208 millions d'al), ce qui est à l'intérieur des valeurs de la distance de Hubble. Notons cependant que c'est avec la valeur moyenne des mesures indépendantes, lorsqu'elles existent, que la base de données NASA/IPAC calcule le diamètre d'une galaxie et qu'en conséquence le diamètre de NGC 4712 pourrait être d'environ 51,4 kpc (∼168 000 al) si on utilisait la distance de Hubble pour le calculer.
Selon Vaucouleur et Harold Corwin, NGC 4712 et NGC 4725 forment une paire de galaxies. Cependant, comme plusieurs autres mentionnés dans cet article, ces deux galaxies ne forment pas une paire réelle, car la vitesse radiale de NGC 4725 est de 1 209 ± 1 km/s et elle est donc beaucoup plus près de la Voie lactée. Il s'agit donc d'une paire optique.